# Antón Reixa
Antonio Javier Eulogio Rodríguez Reija (Vigo, 17 de abril de 1957), más conocido como Antón Reixa, es un escritor, músico, poeta, guionista, productor y director de cine español.
Como cofundador del Grupo Rompente y autor de poesía, es una figura destacada de la renovación de la poesía gallega de los años setenta y ochenta. Reixa es también fundador del grupo Os Resentidos, que gozaron de popularidad como representantes de la Movida viguesa y el rock bravú, y director de las películas El lápiz del carpintero (2002) y Hotel Tívoli (2007); así como numerosas piezas de videoarte y de televisión, entre ellas la serie Mareas vivas (1998-2002). En 2021 se le concedió la Medalla de Oro de las Bellas Artes.

## Biografía

### Primeros años
Reixa nació en el barrio del Calvario, Vigo en 1957. Su padre era agente comercial y distribuía bebidas, durante un tiempo Reixa trabajo con él en su almacén. Su madre era de Valladolid.  Su abuelo Ramón era republicano y miembro del Partido Republicano Radical Socialista; durante la guerra civil paso años escondido en una buhardilla. Falleció en 1978, después de haber trabajado como funcionario del catastro.

### Literatura y vídeo
Estudió el bachillerato en el Colegio Labor y filología gallega en la Universidad de Santiago de Compostela, donde entró en contacto con las vanguardias literarias. En 1975 fundó, junto con Alfonso Pexegueiro, Alberto Avendaño y Manuel M. Romón, el Grupo Rompente, uno de los principales grupos de vanguardia poética gallega en los años siguientes al fin de la dictadura franquista. El grupo publicó poemarios como Silabario da turbina (1978) y A dama que fala (1983) y realizó recitales, performances y actividades de edición, influidos por el dadaísmo y la poesía experimental.
En obras como As ladillas do travesti (1979) o Historia do Rock and Roll (1985), Reixa continuó elaborando una obra poética experimental, que incorporaba elementos de la cultura underground, las vanguardias y el lenguaje oral junto con motivos políticos.En 1984 realizó el vídeo experimental Salvamento e socorrismo (1984), una pieza relevante en los inicios del videoarte en Galicia junto al trabajo de Xavier Villaverde y Manuel Abad.

### Música
En 1982 fundó, junto a Alberto Torrado y Javier Soto, el grupo Os Resentidos. Javier terminó abandonando y fue sustituido por Xabier Debesa. Antón era cantante y letrista, mientras que los otros dos componentes se encargaban de la instrumentación (guitarra, bajo, gaita, teclados y programaciones). Su canción más popular fue Fai un sol de carallo (1986), pero su disco más aclamado por la crítica fue Jei (Gasa, 1990), elegido por la revista musical Rockdelux como mejor disco nacional del año.[cita requerida] El grupo se disolvió en 1994.
En 1993 creó el grupo Nación Reixa junto a Kaki Arkarazo (guitarrista y productor de Negu Gorriak y los extintos M-ak), al que posteriormente se unió Mikel Abrego (batería de BAP!! y Negu Gorriak). Publicaron dos álbumes de estudio, Alivio Rápido (1994) y Safari Mental (1997). En 1999 lanza un disco en solitario con la colaboración de Kaki Arkarazo, titulado Escarnio.
En 2012 Os Resentidos se reunieron para hacer algunos conciertos puntuales, y en 2021 publicaron Organización Nautilus, su primer álbum en 28 años.

### Televisión y cine
En 1992 trabaja como productor ejecutivo para la TVG en el programa de variedades Supermartes. En 1998, estrena en la Televisión de Galicia (TVG), bajo su dirección, Mareas vivas, una serie ambientada en la Galicia marinera actual que batió récords de audiencia en este canal autonómico. Un año más tarde, con parte del equipo de Mareas vivas, funda la productora Portozás Visión. En 2002 dirigió la adaptación al cine de la novela de Manuel Rivas El lápiz del carpintero, protagonizada por María Adánez, Tristán Ulloa y Luis Tosar, y en 2007 la película Hotel Tívoli. Ese año recibió el Premio Pedigrí del Festival de Cans.
El 26 de abril de 2012 gana las elecciones de la SGAE, y el 8 de mayo es nombrado presidente de la entidad, con el respaldo mayoritario de la Junta Directiva, siendo destituido por la misma el 16 de julio de 2013. Actualmente también forma parte de los equipos directivos de la CISAC y la GESAC.
En 2021 el Gobierno de España le concedió la Medalla de Oro de las Bellas Artes.

## Vida personal
Reixa conoce a la pianista Enma Pino en 1974, y se casan al año siguiente, el 25 de abril de 1975. Juntos tuvieron una hija, Tania. En 1979, Pino y Reixa se separan y finalizan su divorcio en 1982, un año después de su aprobación en España. En 1984 Reixa tuvo otra hija, la actriz Antela Cid.
En 2011, cambió su nombre legalmente a Antón Rodríguez Reixa. En 2016, Reixa paso 18 días en coma inducido, después de tener un accidente de tráfico. Su libro Michigan, acaso Michigan (2018) trata sobre este suceso.

## Libros

### Poesía

#### Con Grupo Rompente
- Silabario da turbina (1978).
- ¡Fóra as vosas sucias mans de Manuel Antonio! (1979).
- A dama que fala (1983).
- Que hostia din os rumorosos? (2021).

#### En solitario
- As ladillas do travesti (1979).
- Historia do Rock and Roll (1985).
- Días contra fotocopias (con Menchu Lamas y Antón Patiño) (1987).
- Ringo Rango (1992).
- Viva Galicia Beibe (1994). Reeditado como Viva Galicia Beibe (Cancións 1982-2016) (2016).
- Escarnio (1999).
- Látego de algas (2008).
- Enciclopedia perplexidade (2024, antología).

### Narrativa breve
- Transporte de superficie (1990).

### Teatro
- Gulliver FM (con Artello Teatro) (1985).
- Doberman (con Teatro do Morcego) (1994).
- O silencio das xigulas (con Legaleón) (1994)
- Cerebro magullado 2 (con Óskar G. Mata, L´Alakran) (2003).
- Estoy en misa, vuelvo enseguida (con Óskar G. Mata, L´Alakran) (2011).
- Melancoholemia. Vida de Mamarracho (2020).

## Discografía

### Con Os Resentidos
- Vigo, capital Lisboa (Gasa, 1984).
- Fai un Sol de Carallo (Gasa, 1986).
- Música Doméstica (Gasa, 1987).
- Fracaso Tropical (Gasa, 1988).
- Jei (Gasa, 1990).
- Delikatessen (Gasa, 1992).
- Xa Están Aquí (Gasa, 1993).
- Made in Galicia 84-94 (compilación) (Gasa, 1994).
- Organización Nautilus (Altafonte, 2021).

### Con Nación Reixa
- Alivio Rápido (DRO, 1994).
- Safari Mental (Esan Ozenki-Gora Herriak, 1997).

### En solitario
- After Shave (con Julián Hernández) (1986).
- Escarnio (1999).
- Mundo Lois (con Manu Paz) (2011).

## Filmografía

### Vídeo
- Salvamento e Socorrismo (1985).[18]
- Chove contra pasado (con Antonio Segade) (1985).
- After Shave (1986).
- Todo está na castañeta (1986).
- Episodios familiares (1986).
- Galicia, sitio distinto (1989).
- Ringo Rango (1990).
- Nordesía (1994).
- Cota de pantalla (1994).
- Escarnio (1999).
- Estarán vivos? Serán de pedra? (2000).
- Ondas Van (2004).
- Amor e fluídos (2008).

### Cine

#### Como director
- El lápiz del carpintero  (2002).
- Hotel Tívoli (2007).

#### Como actor
- Esperanza (1986).
- Continental (1990).
- Lena (2002).
- Canícula (2002).

### Televisión
- Selección Galega (1995).
- Sitio Distinto (1990-1991).
- Mareas Vivas (1998-2002).
- Galicia Exprés (con Beatriz del Monte) (2000).
- Galicia, cruce de miradas (con Antonio Segade) (2007).
- Filmando a Castelao (con Carlos Larrondo) (2008).
- A caixa negra (2009).
- Maruja Mallo, mitad ángel, mitad marisco (2009).[19]
- Galicia Caníbal (2011).
- O incerto señor Cunqueiro (2011).

### Radio
- Bule Bule (Radio Voz, 1996).

## Enlaces
- Antón Reixa en AVG
- Un gallego multimedia
- O audiovisual agora
- Biografía y Reseñas Discográficas de Antón Reixa en lafonoteca
- Supermartes

- Datos: Q2857728
- Multimedia: Antón Reixa / Q2857728